# Bernard Hollander
Bernard Hollander (1864 - 6 de fevereiro de 1934) foi um psiquiatra de Londres e um dos principais proponentes do novo interesse em frenologia no início do século 20.

## Vida e Trabalho
Hollander nasceu em Viena, e se estabeleceu em Londres em 1883, onde frequentou  o King's College London. Após a formatura, ele foi nomeado para o cargo de médico no Hospital Britânico de  Transtornos Mentais e  Encefalopatias. Dr. Hollander foi naturalizado um cidadão britânico em 1894.
Hollander, primeiro recebeu elogios da crítica por sua Filosofia Positiva da Mente (LN Fowler, 1891).  Suas obras principais, A função mental do cérebro (1901) e Frenologia Científica (1902), são uma avaliação dos ensinamentos de Franz Joseph Gall. Hollander também introduziu uma abordagem quantitativa para o diagnóstico frenológico, definindo uma metodologia para a medição do crânio e comparando as medições com médias estatísticas.

## Outras leituras
Obras de Hollander (em inglês):
- The revival of phrenology (Londres e Nova york, G. P. Putnam's sons, 1901).
- Scientific Phrenology (Londres, Grant Richards, 1902).
- The mental symptoms of brain disease (Londres, Rebman, 1910).
- Nervous disorders of men; the modern psychological conception of their causes, effects, and rational treatment (Londres, K. Paul, Trench, Trübner & Co. [etc.], 1916).
- Abnormal children : nervous, mischievous, precocious, and backward (Londres : K. Paul, Trench, Trubner, 1916).
- In search of the soul: and the mechanism of thought, emotion, and conduct. Volume 1, Volume 2 (Londres: Kegan Paul, Trench, Trubner, 1920).
- The psychology of misconduct, vice, and crime (Londres : G. Allen & Unwin, ltda., 1922).